# Kalatea
Kalatea (Calathea) är ett släkte med mellan 200 och 300 arter enhjärtbladiga växter i familjen strimbladsväxter. I släktet ingår Inkakrona (Calathea Crocata). Kalatea-arterna är fleråriga och städsegröna och kommer ursprungligen från Central- och Sydamerika. 
Kalatea används som prydnadsväxter och krukväxter, främst för sina dekorativa blad. De har ofta mönster i olika färger, förutom grönt även vita, lila och rödaktiga nyanser.
I Brasilien används bladen ibland för att svepa in fisk för transport, till exempel kring staden Benevides i delstaten Pará. I andra regioner ingår bladen i konsthandverk av Sydamerikas ursprungsbefolkning som folkgruppen Nukak från Colombia, bland annat för korgar. I Thailand framställs behållare för ris av växternas blad.
Bladen är även viktiga födokällor för en del fjärilslarver som Caligo beltrao.

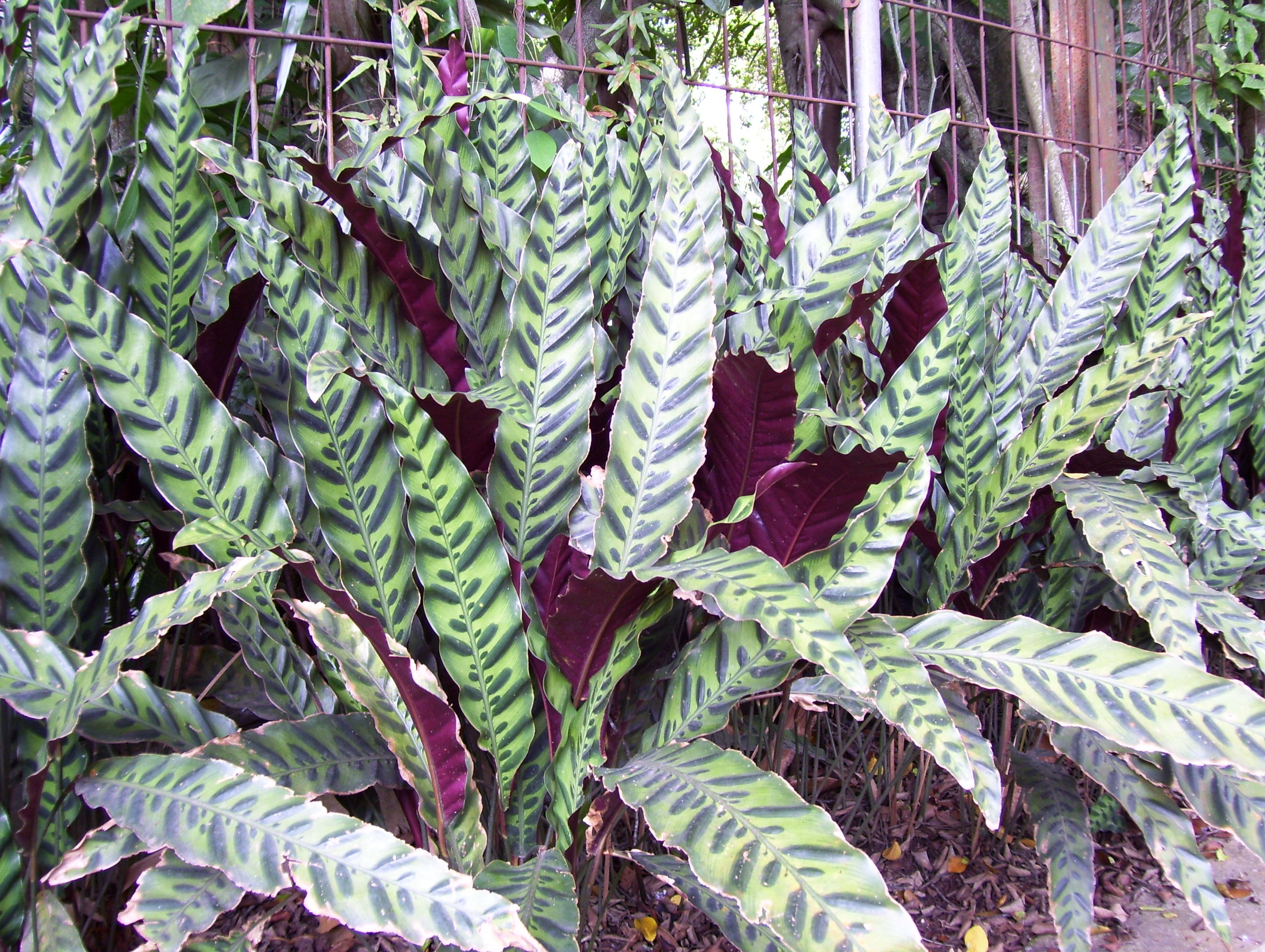
Calathea lancifolia
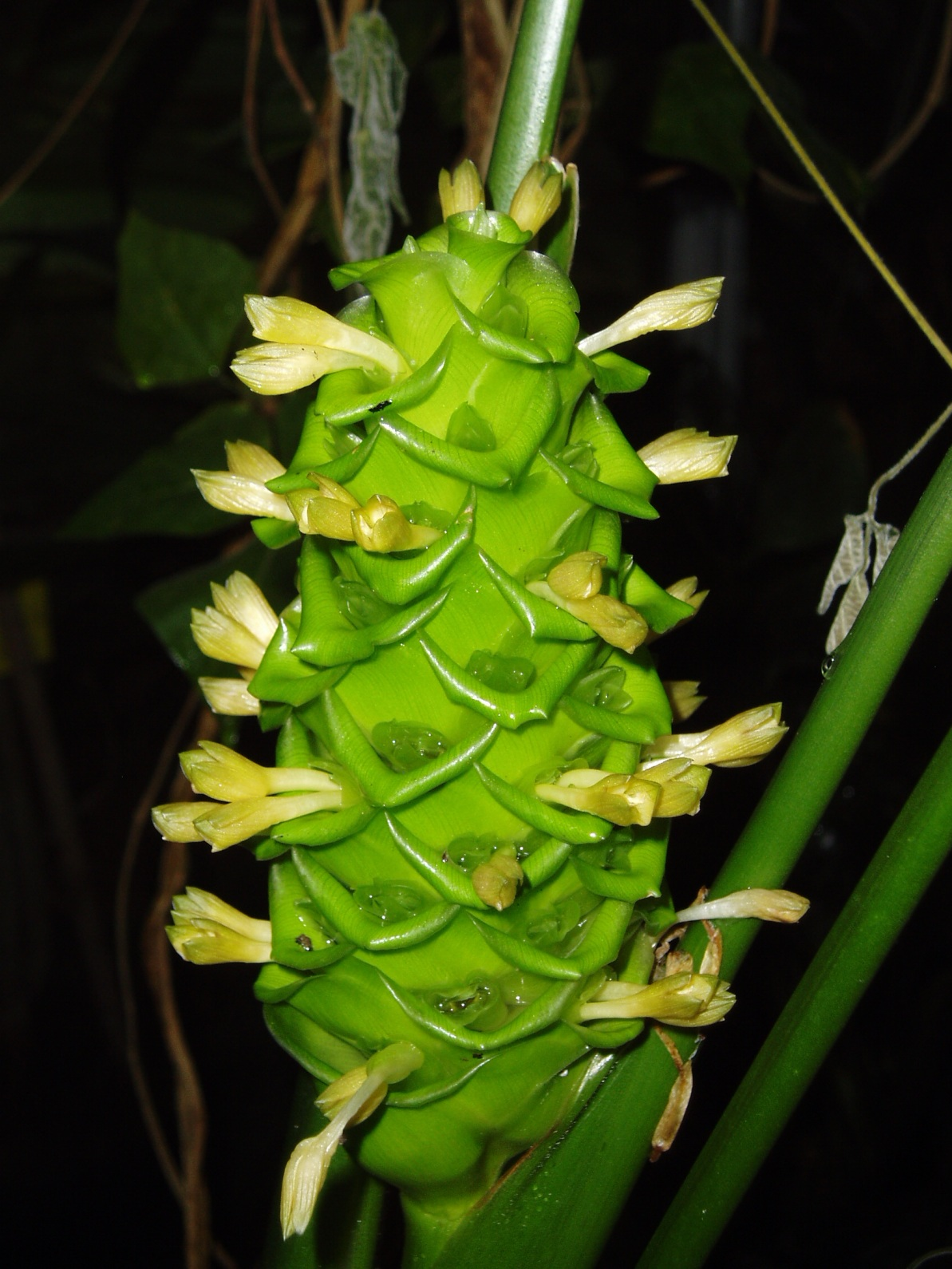
Blomställning av Calathea cylindrica